# ألساندرو دي ميديشي

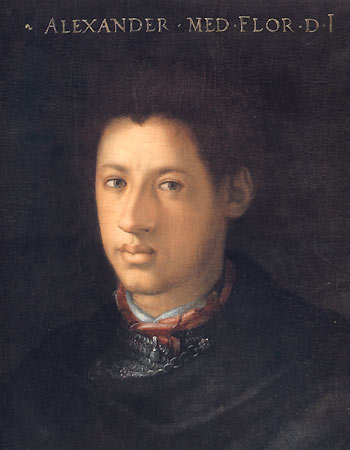
ألساندرو دي ميديشي

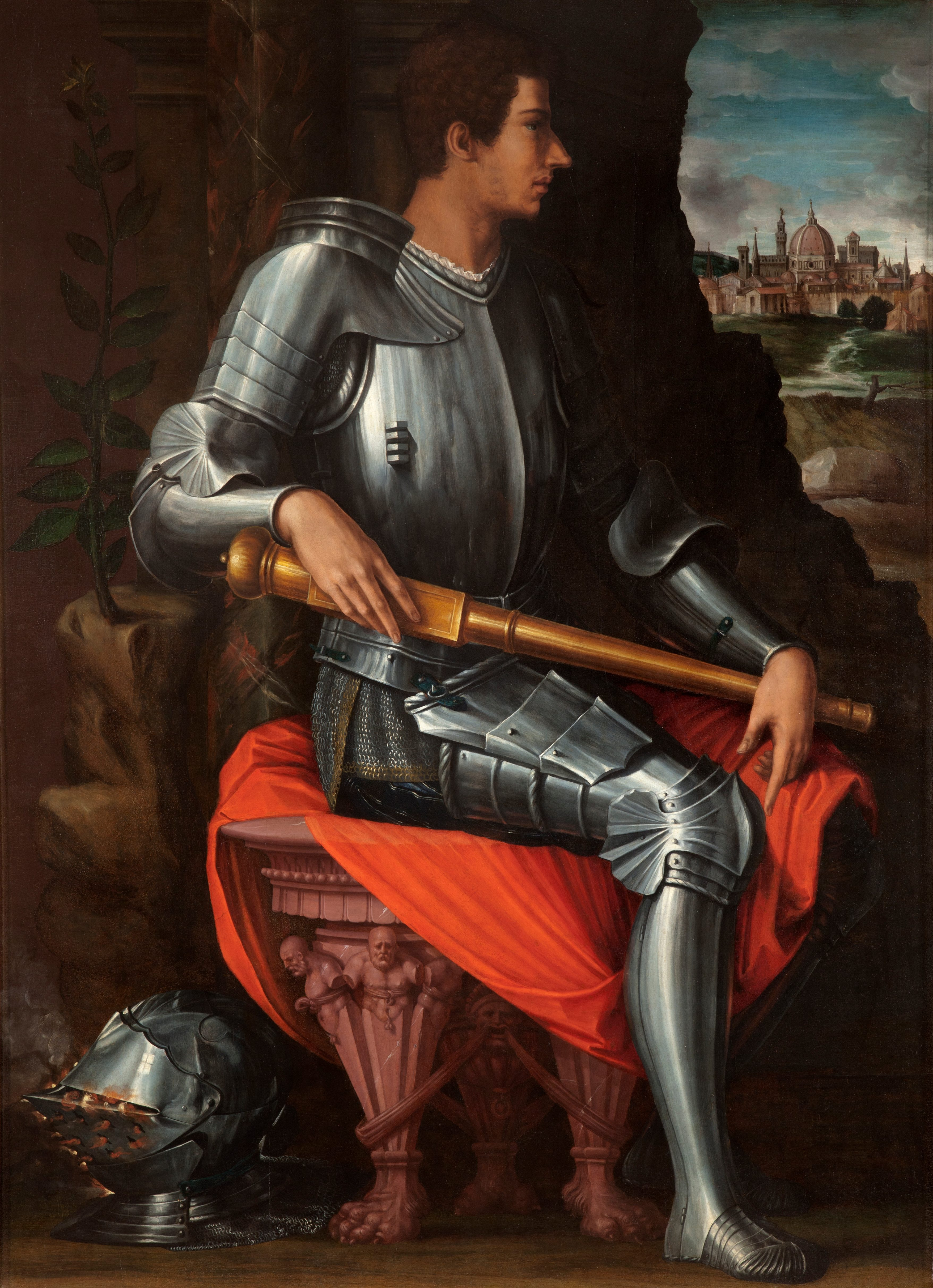
لوحة فنية لالساندرو دي ميدتشي

ألساندرو دي لورينزو دي ميديشي الملقب بالأسمر (فلورنسا، 22 يوليو 1510 - فلورنسا، 6 يناير 1537) دوق بيني ثم دوق فلورنسا (منذ 1532)، وحاكم فلورنسا من 1530 حتي 1537، وإن كان غير شرعي فهو آخر أفراد الفرع الأميري لسلالة ميديشي من حكام فلورنسا وكان أول من نـُصب دوقاً وراثياً على المدينة.
اعتـُرف به ابناً غير شرعي للورينزو الثاني دي ميديشي حفيد لورنزو الرائع، ولكن الكثير يظنون أنه ابن غير شرعي للكاردينال جوليو دي ميديشي (الذي سيصبح لاحقاً البابا كليمنس السابع). من غير الواضح ما إذا كان من أم سوداء، ربما ولد من علاقة جمعت جوليو بخادمة سمراء بمنزل آل ميديشي، حددت هويتها في الوثائق باسم سيمونيتا دا كوليفيكيو (كوليفيكيو في سابينا)، وتشير مصادر أخرى بأن والدته كانت فلاحة من الريف الروماني. على أي حال بسبب لون بشرته لـُقـّب بالأسمر.
بمجرد توليه السلطة في فلورنسا، وبدأ بتحويل مؤسسات الجمهورية (أوجبت معاهدة تسليم المدينة باحترامه) الذي أنهه كوزيمو الأول، ابن عمه البعيد وخليفته. لعيشه الطويل ببلاط شارل الخامس الامبراطورى جلب معه المستخدمين إلى فلورنسا، كؤلئك حراس اللاندسكنيشت المسلحين بالمطارد والمحيطين به والذين صدموا أرعبوا الفلورنسيين.
بدأت لإعطاء طابع «أميري» حكومته، وبقضاءه على رموز المؤسسات البلدية العزيزة على الفلورنسيين. من بين أهم تلك المبادرات من دون شك تكليف بنفينوتو تشيليني بإعداد عملات بقطع مختلفة عن الفيورين عليها صورته. كما أمر ألساندرو (مجدداً ضد المعاهدات) بتسليم جميع الأسلحة الخاصة التي يملكها المواطنون، الأمر الذي لم يحل دون قتله، فقد أوقع به ابن عمه بعيد لورينزينو دي ميديشي واغتاله. خشية انطلاق الانتفاضة إذا ما تسرب خبر موته، لف مسؤولون من آل ميديشي جثة ألساندرو في سجادة وحـُملت سراً إلى مقبرة سان لورينزو، حيث تم دفنه على عجل.
لم يبق من المؤسسات الجمهورية لم يبقي سوى مجلس شيوخ رمزي، منذ عام 1532 بثمانية وأربعين عضواً يعينون مدى الحياة بسلطة صنع قرار هزيلة ومستهلكة، بماأن المنصب ظل شرف كبير لكامل فترة دوقية توسكانا اللاحقة.
تزوج الابنة غير الشرعية (ثم تمت شرعنتها) للإمبراطور شارل الخامس، مارغريت هابسبورغ في 18 يناير 1536، وإن لم يكن للزوجين أبناء.

## الأبناء
| Img | Nome   | Nascita     | Morte | Note                                     |
| --- | ------ | ----------- | ----- | ---------------------------------------- |
|     | جوليو  | 1527 o 1532 | 1600  | ابن غير شرعي، ثم تمت شرعنته بعد موت الأب |
|     | جوليا  | 1534        | 1588  | ابنة غير شرعية                           |
|     | بورسيا | 1538        | 1565  | ابنة غير شرعية، ملكة                     |